# GQ
《GQ》（英語：Gentlemen's Quarterly），亦即「紳士季刊」，是一本源自美國的國際男性月刊，內容著重於男性的時尚、風格與文化，也包括關於美食、電影、健身、性、音樂、旅遊、運動、科技與書籍的文章。

## 歷史
1931年，《紳士季刊》開始在美國以《服裝藝術》（Apparel Arts）的名義發行；《服裝藝術》是一本隨《时尚先生》（Esquire）雜誌附送多年的男性時尚季刊。發行9期之後，1958年的春季號就不再使用《服裝藝術》的名稱。
1983年，康德納斯出版發行公司接管了雜誌的發行，編輯亞特·庫柏（Art Cooper）則改變了雜誌的路線，引進流行時尚以外的文章，使《GQ》成為和《时尚先生》競爭的一般男性雜誌。之後，《GQ》依照美國的編輯公式發行了適合不同地區的各個國際版本。2003年2月，吉姆·尼爾森成為《GQ》主編；他兼任寫作與編輯，有數項作品獲得美國國家雜誌獎提名。在尼爾森的任期中，《GQ》的定位變得更傾向年輕讀者與偏愛較為休閒的風格的人。
《GQ》曾經和都會美型男（metrosexuality）的概念有緊密的關聯。作家馬克·辛普森在英國的獨立報上提到他參觀《GQ》在倫敦的展覽時，創造了「都會美型」這個字眼：「都會美型風格是由諸如《The Face》、《GQ》、《时尚先生》、《Arena》、《FHM》等雜誌所提倡的，它們是從80年代開始成長的新媒體，而且還在繼續成長中。這些雜誌的興起與成長讓時尚不局限於性別、種族與年齡，給予人們更多啟發與想像。
1996年，GQ全球中文版於台灣發行，為華語版本之首發。以「It’s good to be man」的概念出發，宣導有型有款的時尚消費理念，為型男穿衣搭配提供權威指導，引領趣味與人文情懷兼具的男人生活方式；2009年，GQ中國版本由中國新聞社與康泰納仕有限公司開展期刊版權合作的男士雜志《智族GQ》創刊。以“有型有款 智趣不凡”的編輯視角，“超高品質 超大發行”影響中國男性雜志市場。

## 外部連結
- （英文）美國官方網站
- （英文）50週年慈善行動（美國）
- （英文）《GQ》的歷史、內容與讀者
- （英文）GQ的Instagram帳戶 （页面存档备份，存于）
- （英文）GQ的X（前Twitter）
- （简体中文）中国大陆網站 （页面存档备份，存于）
  - GQ男士网的新浪微博
- （繁體中文）台灣網站 （页面存档备份，存于）
- GQ的YouTube頻道 （页面存档备份，存于）
- GQ的Facebook專頁 （页面存档备份，存于）
- GQTaiwan的Facebook專頁
- GQTaiwan的Instagram帳戶 （页面存档备份，存于）
- GQTaiwan的YouTube專頁 （页面存档备份，存于）